# DSM-5
精神疾病診斷與統計手冊第五版（英語：Diagnostic and Statistical Manual of Mental Disorders, Fifth Edition，DSM-5）是精神疾病診斷與統計手冊於2013年的更新。2022年，修订版（DSM-5-TR）发布。
這是由美國精神醫學學會出版的分類學和診斷工具。在美國，DSM是精神疾病診斷的主要準則。治療建議以及醫事人員的費用通常由DSM來確定，因此，新版本的出現具有重要的實際意義。DSM-5是第一個在標題中使用阿拉伯數字而不是羅馬數字的DSM版本，並且是DSM的第一個活動文檔版本
DSM-5對精神疾病的定義與DSM-IV-TR相比並沒有做出重大的修正，但是兩版間仍有一些重要的差異。比如，DSM-5將亞斯伯格症候群從獨立疾病改爲自閉症譜系障礙的一部分；刪除了精神分裂症的亞型； 刪除抑鬱症原因的喪親之痛；將性別認同障礙的名稱改爲性別不安；將過胖暴食症變爲離散性進食症的一部份；重定義了性偏離，現在稱為性偏好症；刪除五軸系統； 以及將其他未指定的疾病改爲分屬於其他疾病和未知疾病。
以及重新進行了一些專有名詞的翻譯
一些權威批評了DSM-5。例如批評家認爲許多DSM-5的修訂缺乏經驗支持。評分者間信度在一些疾病中較低；書中內容有一些寫得不好讓人難以理解或是一些前後矛盾的信息；並且精神藥物行業對手冊有不良影響，因爲許多DSM-5製作組的成員與製藥公司有聯繫。

## 外部連結
- . American Psychiatric Association.   [2020-08-08]. （原始内容存档于2008-11-19）.
- (PDF). PsychiatryOnline. American Psychiatric Association Publishing. 2016-09  [2020-08-08]. （原始内容存档 (PDF)于2020-08-03）.